# Faxinal do Soturno
Faxinal do Soturno is een gemeente in de Braziliaanse deelstaat Rio Grande do Sul. De gemeente telt 6.407 inwoners (schatting 2009).